# Monumento la Victoria del Viento
El Monumento la Victoria del Viento es un monumento que conmemora el Bicentenario de la Independencia de México, se localiza en la ciudad de Pachuca de Soto, Hidalgo en México.
El monumento es obra del escultor Bernardo Luis López Artasánchez, originario de Puebla; está inspirada en la narrativa “La Novia del Viento”. Que narra como el viento llegó a enamorarse de una muchacha y como esta dio su vida a la tierra por sus amigos, desde entonces el viento empezó a soplar con gran ímpetu.
La historia forma parte de Las historias de la abuela, de María Yanín Salazar Castillo, quien obtuvo el primer lugar de cuento en el concurso convocado por la delegación del INAH, en 1994.

## Historia

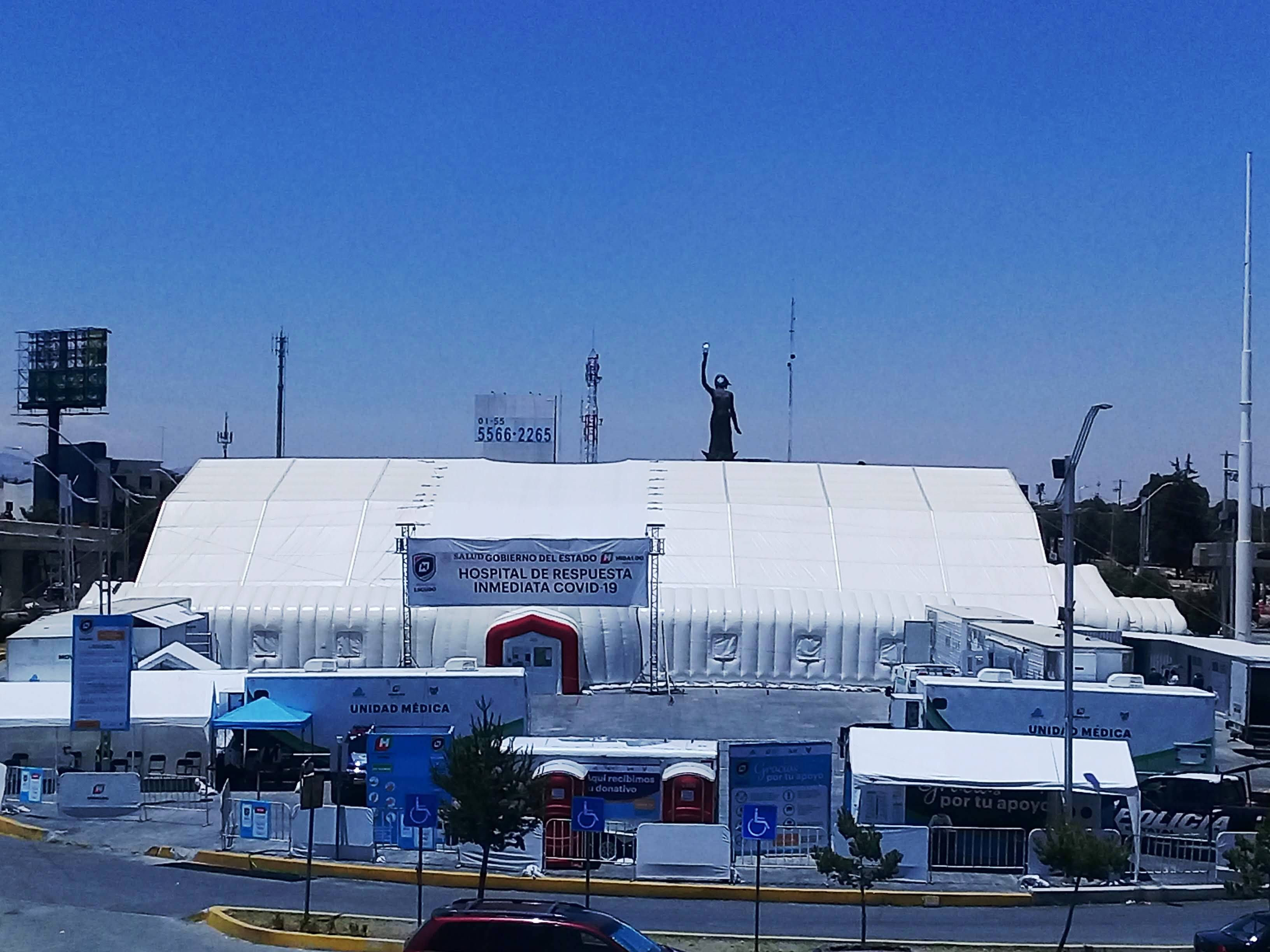
Hospital de Respuesta Inmediata COVID-19 de Pachuca de Soto.

En un tiempo de aproximadamente tres meses fue construida la Plaza Bicentenario con un espacio de 22 500 m² que en su centro alberga el monumento. El 23 de septiembre de 2010 en presencia del gobernador del estado de Hidalgo, Miguel Ángel Osorio Chong, se inauguró el monumento.
Durante la Pandemia de COVID-19 en Hidalgo, se le colocó cubrebocas a la estatua del monumento. También enfrente del monumento se colocó el Hospital de respuesta inmediata COVID-19; puesto en funcionamiento el 18 de marzo de 2020. El hospital inflable, elaborado con tejidos de alta resistencia con cloruro de polivinilo (PVC) y filtros para garantizar la pureza del aire; puede atender un total de 50 pacientes 40 en hospitalización y 10 en terapia intensiva.

## Arquitectura

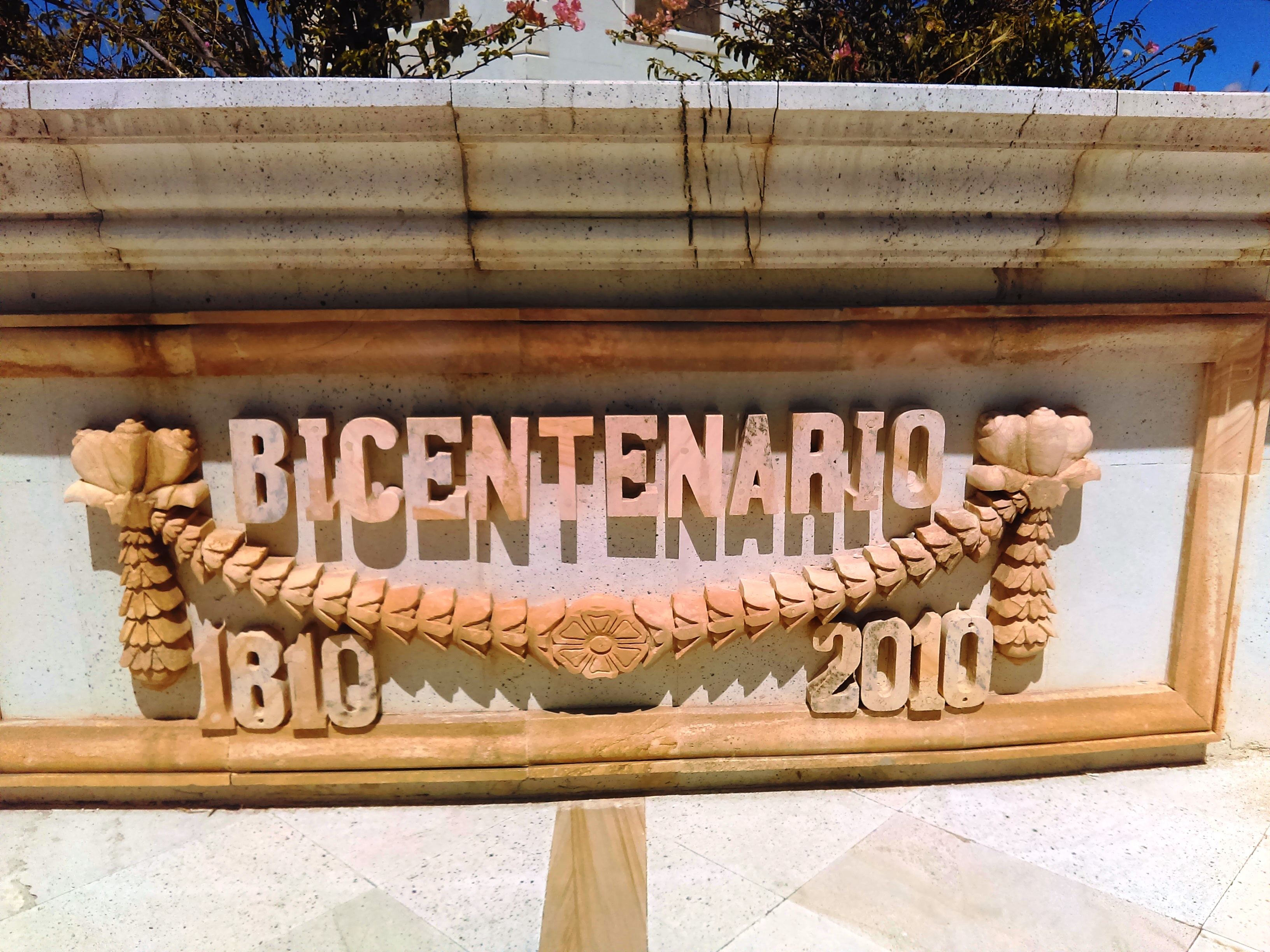
Detalle del monumento.

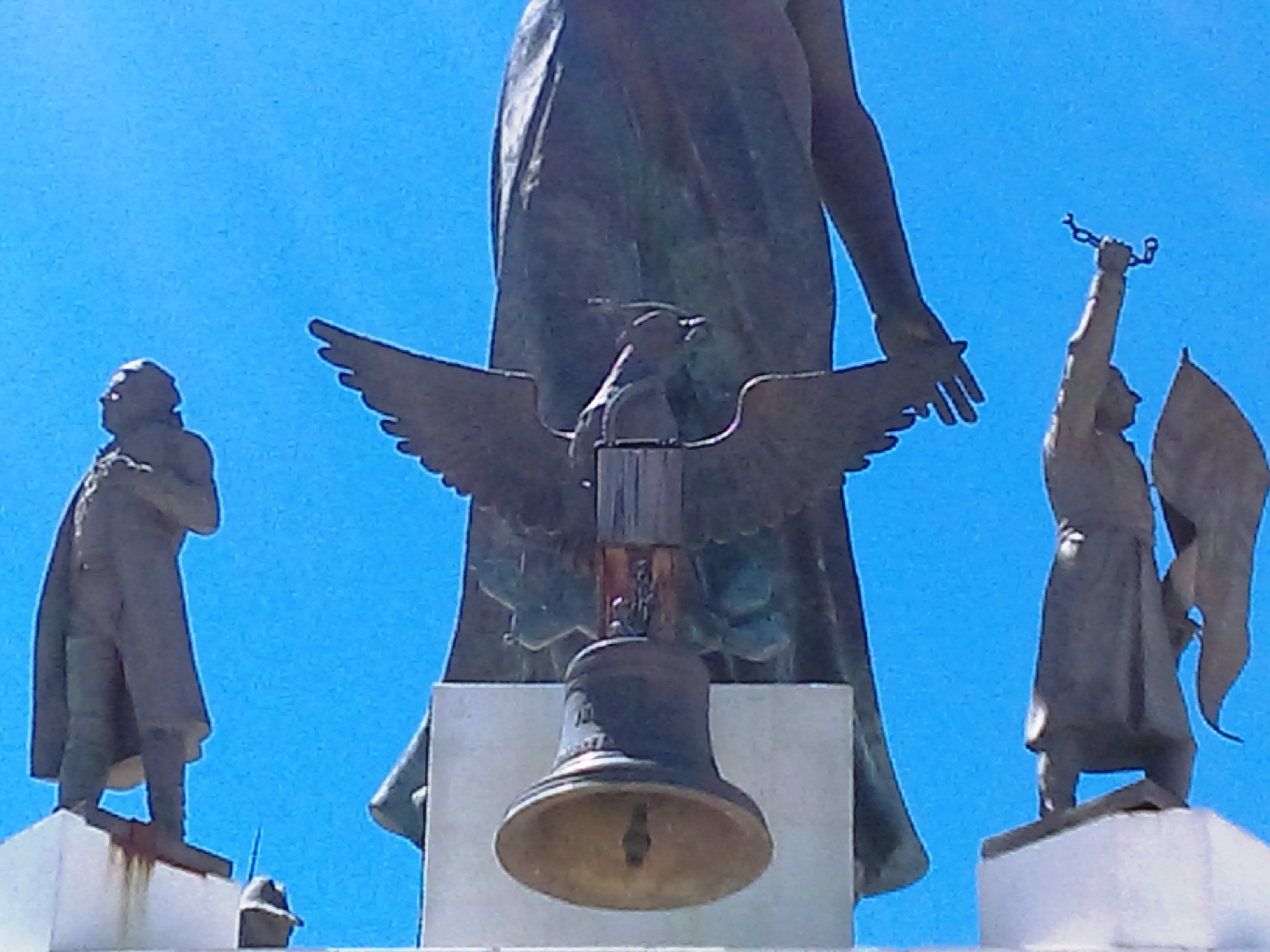
Detalle del monumento.

En su estructura se pueden apreciar varios elementos, de la base circular, sobre las escalinatas, se eleva un pedestal de cantera con forma de prisma rectangular el cual está rematado por la escultura de una dama. La cual tiene una altura total de 20 metros; presenta una figura femenina con el cabello ondeado por el aire, sosteniendo una antorcha de fuego en la mano derecha, elevada, simulando el triunfo.
A los pies de la escultura y en cada arista del pedestal se encuentran cuatro esculturas que representan; Miguel Hidalgo, José María Morelos y Pavón, Ignacio López Rayón y Andrés Quintana Roo. También se encuentra una escultura del Escudo Nacional de México y una campana conmemorativa cuya inscripción contiene las fechas 1810 y 2010.
En el mismo pedestal en la parte superior puede leerse el apotegma: “Hidalgo, en el nombre llevamos la Independencia”, además en cada cara del prisma rectangular se encuentra uno de los cuatro relieves en bronce, que representan:
- El del lado poniente la toma de Pachuca, el 23 de abril de 1812 a manos de las fuerzas de Vicente Beristaín y Miguel Serrano, pertenecientes al ejército del insurgente José Francisco Osorno, quienes extrajeron de la Caja Real trescientas diez barras de plata.
- El del lado sur representa la entrega a José María Morelos y Pavón, el 14 de octubre de 1813, de ciento diez, de las barras de plata sustraídas de Pachuca.
- El del norte escenifica la primera celebración del grito de Dolores en Huichapan, efectuada el 16 de septiembre de 1812.
- El del lado oriente, representa a los Molangueros, comerciantes que aprovechaban los mercados semanales para conseguir adeptos que se integraran a los ejércitos independentistas en la región de la sierra y la huasteca hidalguense.

Para rematar la base circular, se encuentran cuatro pequeños pedestales en cada uno de los puntos cardinales y en cuya cúspide se encuentra la escultura de un caballo, además en dos de sus cuatro lados se plasman en cantera las fechas 1810 y 2010.